# Erick Anguiano
Erick Anguiano (* um 1980) ist ein guatemaltekischer Badmintonspieler.

## Karriere
Erick Anguiano gewann bei den Panamerikaspielen 2003 Silber im Herrendoppel. Vier Jahre später wurde er bei den Panamerikameisterschaften 2007 und den Panamerikaspielen 2007 jeweils Dritter im Doppel. Weitere vordere Platzierungen erreichte er unter anderem bei den Puerto Rico International 1995, Giraldilla International 2002, Brazil International 2002, Nigeria International 2003, Iran Fajr International 2005 und den Peru International 2009. 2005 und 2007 nahm er an den Badminton-Weltmeisterschaften teil.